# 엘런 매클레인
엘런 매클레인(Ellen McLain, 1952년 12월 1일~)은 테네시주 내슈빌 태생의 미국의 오페라 가수 겸 목소리 연기자로, 비디오 게임 시리즈 《포탈》의 컴퓨터 적대자  GLaDOS의 목소리 제공을 한 것으로 가장 유명하다. 그가 연기한 목소리로는 《퍼시픽 림》의 예거 A.I., 《하프라이프 2》의 콤바인 오버워치, 《팀 포트리스 2》의 해설자 역이 있다.

## 활동
매클레인은 밸브 코퍼레이션의 다양한 비디오 게임에서 수많은 등장인물의 목소리를 제공했다. 개중에 《포탈》, 《포탈 2》에 등장하는 인공지능이자 적대자 GLaDOS, 《팀 포트리스 2》의 해설자, 《하프라이프 2》 시리즈의 콤바인 오버워치의 목소리가 있다. GLaDOS 역은 그에게 AIAS 인터랙티브 아카이브먼트 어워드의 등장인물 퍼포먼스에서 탁월한 성취 부문의 상을 안겼다.
조너선 콜턴이 작곡한 《포탈》, 《포탈 2》의 엔딩 크레디트 노래 〈Still Alive〉와 〈Want You Gone〉도 불렀다. 《포탈 2》의 종반에서는 그가 부른 〈Cara Mia Addio〉가 사용되었으며, 이 곡은 때로 〈Turret Opera〉로 칭해지고 있다. 2011년 12월, 매클레인은 《포탈 2》에서의 GLaDOS 목소리 연기로 스파이크 비디오 게임 어워드의 "인간 여성에 의한 최우수 퍼포먼스" 부문에서 수상했다.
2013년, LGBT 게이밍 컨벤션 게이머 X(GaymerX)의 킥스타터 펀딩을 위한 자금 모금에 공적인 지지를 보냈다. 그는 이후 2013년 8월의 컨벤션에서 특별 게스트로 초청되었다. 2015년, 게이 독립 영화 《위닝 대드》에서 리사 클라크를 연기했다.

## 개인사
매클레인은 1986년 동료 성우 존 패트릭 라우리와 결혼했다. 그 남편은 《하프라이프 2》에서 주인공을 보조하는 시민들의 목소리를, 《팀 포트리스 2》에서 스나이퍼 목소리를 맡았다.

## 작품 목록
| 연도 | 작품명                           | 배역                                              | 비고                                                                                                   |
| ---- | -------------------------------- | ------------------------------------------------- | --- |
| 2004 | 《하프라이프 2》                 | 콤바인 오버워치                                   | |
| 2006 | 《하프라이프 2: 에피소드 원》    | 콤바인 오버워치                                   | |
| 2007 | 《하프라이프 2: 에피소드 투》    | 콤바인 오버워치                                   | |
| 2007 | 《포탈》                         | GLaDOS / 터렛 / 큐리어시티 스피어 / 케이크 스피어 | AIAS 인터랙티브 아카이브먼트 어워드 등장인물 퍼포먼스에서 탁월한 성취 부문 수상. 〈Still Alive〉 부름. |
| 2007 | 《팀 포트리스 2》                | 관리자                                            | "해설자" 혹은 "헬렌"으로 호칭되는 경우도 있음.                                                         |
| 2007 | 《고질라: 언리쉬드》             | 볼트시아                                          | 컷씬에서만 등장.                                                                                       |
| 2008 | 《레프트 4 데드》                | 마녀                                              | |
| 2011 | 《포탈 2》                       | GLaDOS / 터렛 / 캐롤라인                          | 〈Want You Gone〉 부름. 캐롤라인으로서 크레디트 미기재.                                                |
| 2011 | 《디펜스 그리드: 더 어웨이크닝》 | GLaDOS                                            | DLC 〈You Monster〉에서 등장.                                                                          |
| 2012 | 《도타 2》                       | 브루드마더, 데스 프로펫, GLaDOS 아나운서          | |
| 2013 | 《퍼시픽 림》                    | Jaeger A.I.                                       | |
| 2013 | 《포커 나이트 2》                | GLaDOS                                            | 게임의 카드 딜러로서 조역 출연.                                                                        |
| 2015 | 《비 앤 퍼피캣》                 | 템프 봇                                           | 에피소드 5: 생일                                                                                       |
| 2015 | 《레고 디멘션스》                | GLaDOS / 터렛                                     | 조역 출연 및 〈You Wouldn't Know〉 부름.                                                               |
| 2015 | 《위닝 대드》                    | 리사 클라크                                       | |
| 2017 | 《처치 인 더 다크니스》          | 레베카 워커                                       | |
| 2018 | 퍼시픽 림: 업라이징              | 예거 A.I.                                         | 트레일러에서 등장한 바 있다.                                                                           |